# اسکندر عمادی
سرتیپ اسکندر عمادی خلبان و فرمانده هوانیروز پس از سرهنگ اکبر رضانیا بود.
در زمان ریاست وی بر هوانیروز نخستین رژه این مجموعه پس از انقلاب در برابر رهبر انقلاب آیت الله خمینی در ۱۹ تیر ۱۳۵۸ صورت گرفت. در این رژه هفت گروهان نمونه و یک یگان مسلح و حدود ۱۱۰ فروند از انواع بالگردهای مختلف هوانیروز شرکت داشتند.